# عندما يكتمل القمر (مسلسل)
عندما يكتمل القمر، مسلسل تلفزيوني سعودي أنتج عام 2019، قصة المسلسل تأتي في إطار من التشويق والاثارة والرعب، ويستعرض المسلسل العالم السفلي والجن والسحر، والمسلسل من بطولة ريم عبد الله وفيصل العميري وميسون الرويلي ومحمد الطويان، وإخراج عمر الديني.

## طاقم التمثيل

### الجزء الأول
- ريم عبد الله بدور فلوة
- فيصل العميري بدور جمعان
- ميسون الرويلي بدور بشاير
- محمد الطويان بدور الابيض
- سعيد قريش بدور دكتور راشد
- احمد الرشيد بدور فراج
- سارة اليافعي بدور روضة
- أحمد شعيب بدور عبد الرحمن
- نايف خلف بدور غيث عالم الآثار
- عبد العزيز المطرودي بدور سليم
- عبد الله عتيق
- شافي الشمري بدور طلال
- ملاك يوسف بدور سمر
- إبراهيم كوميك بدور السوداني خضر
- عهود السامر بدور ام سالم
- فيصل محمد علي بدور خالد
- عبد الله المعطش بدور الضابط
- عيد سعد بدور حسين المري
- عادل الشاكري
- محمد الخزيم
- عادل العتيبي
- عبد العزيز النتيفي
- فوزي المتعب  في دور الدكتور سمعان
- مقبل الشمري[2]

### الجزء الثاني
- ريم عبدالله بدور «فلوة/أمل»
- فيصل العميري بدور «جمعان»
- خالد صقر بدور «بدر/صاد»
- ميسون الرويلي بدور «نون»
- ميلا الزهراني بدور «نوف»
- شعيفان محمد بدور «أصيل»
- عبدالعزيز المطرودي بدور «سليم»
- احمد الرشيد بدور «فراج»
- محمد الطويان بدور «الأبيض»
- سعيد قريش بدور «الدكتور راشد»
- عماد اليوسف بدور «الساحر عاموس»
- إيمان الغربي بدور «عشق»
- سارة اليافعي بدور «روضة»
- ابراهيم كوميك بدور «خضر»
- سلطان آل متعب بدور نصيف

### ضيوف الشرف
- فارس الخالدي
- عبدالعزيز المبدل
- محسن الشهري
- وائل غازي
- سامي حازم
- ريم فهد
- فوز عبدالله